# Bert Schenk
Bert Schenk (ur. 14 listopada 1970 w Berlinie) – niemiecki bokser kategorii średniej, były mistrz świata WBO w kategorii średniej.

## Kariera amatorska
Jedynym znaczącym osiągnięciem Niemca na amatorskim ringu jest brązowy medal na Mistrzostwach Europy w kategorii lekkośredniej.

## Kariera zawodowa
Jako zawodowiec, Schenk zadebiutował 10 lutego 1996 r., pokonując na punkty Francuza Beauvoisa. Do końca 1998 r., Schenk stoczył 21. walk, wygrywając wszystkie. Głównie były to pojedynki z mało wymagającymi rywalami, wszystkie pojedynki odbyły się na terenie Niemiec. 30 stycznia 1999 r., Schenk zmierzył się z Bahamskim bokserem Freemanem Barrem. Po ciekawych i bardzo wyrównanych trzech rundach, Schenk doprowadził do liczenia Barra, a ten nie zdołał wstać w ciągu 10. sekund. Niemiec zdobył mistrzostwo świata WBO w kategorii średniej i został pierwszym w historii reprezentantem Niemiec, który zdobył mistrzostwo świata w kategorii średniej. Do pierwszej obrony przystąpił 22 maja 1999 r., mając za rywala Panamczyka Juana Medinę. Na węgierskim ringu, sędziowie dali jednogłośne zwycięstwo Niemcowi, co spotkało się z ogromną krytyką obserwatorów, ponieważ to reprezentant Panamy był w tym spotkaniu lepszy. W rocznym podsumowaniu 10. najlepszych bokserów wagi średniej według magazynu The Ring, Schenk zajął 10. miejsce. Schenk utracił tytuł w listopadzie 1999 r. z powodu przedłużającej się kontuzji 7 października 2000 r., Schenk próbował odzyskać tytuł, walcząc z reprezentantem Szwecji Armandem Krajncem. Schenk przegrał przez techniczny nokaut w 6. rundzie. Po 5. rundach, Niemiec wygrywał u dwóch sędziów na punkty. Po tej porażce Schenk walczył z reprezentującymi słabą klasę bokserami. W 2005 r. stoczył ostatni pojedynek, przegrywając przez nokaut w 2. rundzie z Felixem Sturmem.